# الطب الروحاني (كتاب)
الطب الروحاني هو كتاب لأبي بكر الرازي، اهتم الرازي في هذا الكتاب بالطب النفسي والآلام النفسية التي تصيب الإنسان، حيث ذكر في كتابه أن أعظم الآلام هي آلام النفس البشرية، فاهتم بإنشاء المصحات النفسية المعروفة الآن، وكذلك استحدث طرقًا جديدة لعلاج بعض الأمراض النفسية.

## موقع ومحتوى العمل
"الطب الروحي" هو جزء من نوع الرسائل التي تحمل عادة هذا الاسم، كما يقول ريمي براغ، وأحد المستعربين في العصور الوسطى في مقدمته . وفي مراجعته للترجمة الفرنسية، كما كتب عالم الإسلام بيبر لوري
ويعد العمل من الرسائل الفلسفية النادرة التي وصلت إلينا من الرازي، على عكس رسائله الطبية التي نمتلك غالبيتها.
وهدف الرازي هو تقديم نوع من الدليل للتحضير للحياة الفلسفية، والذي يتضمن ممارسة الاعتدال، بما يتماشى مع قراءات المؤلف اليونانية (أفلاطون، والرواقية، وربما أبيقور). حيث يقارن ريمي براغ أسلوب العمل ومحتواه بـ "الدليل " لـ إبيكتيتوس. ومن ناحية أخرى فإنه يخرج عن أرسطو في عدة نقاط.
فالطب الروحاني يفعل للروح ما يفعله الطب الجسدي (مهنة الرازي) للجسد. حيث يستلهم الرازي في عمله الطبيب اللاتيني كلود جاليان، كما يظهر ذلك في ملاحظاته ريمي براغ. حيث يتعلق الأمر بكبح العاطفة من خلال محاربتها بذكائك.
ويصور الرازي الفيلسوف على النحو التالي، في الفصل وبعد ذلك استخدم اللطف معهم، والتحلي بالاعتدال، والتسامح، والنصيحة الطيبة للجميع، ومضاعفة الجهود لتكون مفيدة للجميع.

ويأخذ من الأبيقورية المنطق الذي يكون بمثابة علاج للخوف من الموت: 
 (الفصل العشرين). ومع ذلك، يحدد ريمي براغ أن موت الروح ربما لا يكون رأيًا شخصيًا للرازي .

## النباتية
الرازي يدافع عن النباتية، لأن الإنسان غير منظم، وحسب رأيه، فإنه يبحث عن المتعة على حساب الحيوانات، التي يجب أن نحسن التصرف معها . ويضيف الرازي أن حكم الحيوانات من قبل الرجال، بما أنهم يمتلكون عقولاً ويتفوقون عليهم، فيجب أن يكون لصالح الحيوانات. ويعتقد ريمي براغ أن الفيثاغورية ربما أثرت على الرازي، وهو ما يفسر رأيه الإيجابي في النظام النباتي.